# 安藤正夫
安藤 正夫（あんどう まさお、1920年〈大正9年〉10月8日 - 2009年〈平成21年〉2月27日）は、昭和から平成時代の政治家。神奈川県南足柄市長。

## 経歴
神奈川県出身。1947年（昭和22年）鉄道教習所卒業。
1939年（昭和14年）日本国有鉄道に入り、1968年（昭和43年）養鶏業を開業する。
1971年（昭和46年）南足柄町議会議員1期を経て、1975年（昭和50年）以来、南足柄市長に4選。1991年（平成3年）引退した。
2009年（平成21年）2月27日死去、88歳。死没日をもって正五位に叙される。

## 栄典
勲章等
- 1985年（昭和60年）11月[疑問点 – ノート] - 勲四等瑞宝章[1]
- 2009年（平成21年） - 正五位